# Elasto Mania
Elasto Mania (também conhecido como Elma) é um simulador de motas a 2D, da autoria do programador húngaro Balázs Rózsa, lançado em 2000. Supostamente baseado num modelo físico real, o objectivo do jogo é recolher todas as maçãs de cada nível, terminando-o ao tocar na flor. A sua versatilidade permite diferentes modos de jogo: uns preferem acabar os níveis no mais curto tempo possível, enquanto outros optam por explorar níveis tipo puzzle.